# Kopint-Tárki Konjunktúrakutató Intézet
A KOPINT-TÁRKI Konjunktúrakutató Intézet Zrt. gazdaság- és konjunktúrakutatással foglalkozó kutatóintézet.

## Története
A KOPINT-TÁRKI Konjunktúrakutató Intézet Zrt.-t 2007-ben alapította a több évtizedes gazdaságkutatási múlttal rendelkező Kopint kutatógárdája, a Konjunktúra Kutatási Alapítvány és az alkalmazott társadalomkutatással foglalkozó TÁRKI Zrt.. Az új intézet kutatógárdája a Kopint-Datorg-ból vált ki, amelynek jogelődje az 1964-ben alapított Konjunktúra- és Piackutató Intézet (KOPINT).
A kutatóintézet tanulmányai ötvözik az elméleti hátteret és az empirikus, gyakorlati megközelítést. A KOPINT-TÁRKI szorosan együttműködik az 1991-ben alapított KOPINT Konjunktúra Kutatási Alapítvánnyal, amely maga is részt vesz különböző hazai és nemzetközi kutatási projektekben. Az Alapítvány kiadója a Külgazdaság című folyóiratnak.

## Tevékenységek
Makrogazdasági kutatások
Nemzetközi összehasonlító elemzések
Gazdaságpolitikai és ágazati elemzések
Statisztikai-módszertani fejlesztések és értékelések
Vállalati felmérések és tanácsadás

## Rendszeres kiadványok
Konjunktúrajelentés
Economic Trends in Eastern Europe
Konjunktúrateszt
Műhelytanulmányok

## Nemzetközi szakmai kapcsolatok és tagságok
AIECE: Association of European Conjuncture Institutes (1964 óta)
EUREN: az AIECE 5 tagjának konjunktúra-előrejelző szervezete
EBRD: a KOPINT-TÁRKI kelet-közép-európai előrejelzése része az EBRD jelentésének
WEF: a KOPINT-TÁRKI a World Economic Forum magyarországi partnere
További partnerek: a Nemzetközi Valuta Alap (IMF), a Világbank, az Európai Unió Bizottsága, az OECD és külföldi gazdaságkutató intézetek.